# Симфония № 2 (Рахманинов)
Сергей Рахманинов написал свою Симфонию № 2 ми минор, op. 27 в 1906–1907 гг. и посвятил её одному из своих учителей Сергею Ивановичу Танееву. Премьера симфонии состоялась в Мариинском театре 8 (21) февраля 1908 года под управлением автора. Продолжительность произведения составляет примерно 60 минут, но в сокращённом варианте может составлять до 35 минут.

## История создания
К моменту создания Симфонии № 2 Рахманинов провёл два успешных сезона в качестве дирижера Императорской оперы на сцене Большого театра в Москве, после чего в 1906 году переехал с женой и дочерями в Дрезден, где мог посвятить себя сочинению музыки, а также избежать политической неразберихи, которая поставила Россию на путь революции. Семья оставалась в Дрездене в течение трех лет, проводя лето в доме Рахманинова в Ивановке. Именно в это время Рахманинов написал не только Вторую симфонию, но также симфоническую поэму «Остров мёртвых» и первую фортепианную сонату.
После провала своей первой симфонии Рахманинов потерял уверенность в своих способностях симфониста. Премьера симфонии № 1 под руководством Александр Глазунова вызвала такую жестокую критику, что молодой композитор впал в депрессию. Даже после успеха Второго фортепианного концерта, который выиграл премию имени М. И. Глинки и 500 рублей в 1904 г., Рахманинов ещё не был уверен в своих силах. Он был очень недоволен первым вариантом его Второй симфонии, но после нескольких месяцев пересмотра закончил работу и провёл премьеру в 1908 году с большим успехом. Триумф восстановил веру Рахманинова в собственные способности.

## Структура
Симфония состоит из четырех частей:
1. Largo — Allegro Moderato (ми минор)
2. Allegro Molto (ля минор)
3. Adagio (ля мажор)
4. Allegro Vivace (ми мажор)

## Инструменты
Симфония написана для: 3 флейт, флейты-пикколо, 2 гобоев, английского рожка, 2 кларнетов, бас-кларнета, 2 фаготов, 4 валторн , 3 труб, 3 тромбонов, тубы, литавр, малого барабана, большого барабана, тарелок, колокольчиков и струнных.